# Nugzar Tatalashvili
Nugzar Tatalashvili (20 de março de 1990) é um judoca emiradense, nascido na Geórgia. Competiu nos Jogos Olímpicos de Verão de 2024 em Paris na categoria até 81Kg. Foi eliminado na segunda fase pelo porto-riquenho Adrián Gandía.
Ganhou o bronze europeu de juniores em 2009. Desde 2014, era imparável nos 73 kg e foi campeão europeu de equipas com a Geórgia (2012, 2013, 2014, 2016). O Grande Prémio em Tbilisi em 2016. Foi campeão europeu de equipas abertas com a Geórgia em 2012, 2013 e 2014. Desde 2022, luta pelos Emirados Árabes Unidos e Nugzari conquistou uma medalha de bronze no Grande Prémio de Budapeste, em 2022. Conquistou uma medalha de bronze no Campeonato Asiático em 2022. Conquistou uma medalha de bronze no Grand Slam de Abu Dhabi em 2023 e em Tbilisi em 2024. Conquistou a prata no Campeonato Asiático de Hong Kong em 2024.